# Серњано
Серњано (итал. Sergnano) је насеље у Италији у округу Кремона, региону Ломбардија.
Према процени из 2011. у насељу је живело 3467 становника. Насеље се налази на надморској висини од 89 м.

## Становништво
Према резултатима пописа становништва 2011. у општини је живело 3.631 становника.
| 1931. | 1936. | 1951. | 1961. | 1971. | 1981. | 1991. | 2001. | 2011. |
| ----- | ----- | ----- | ----- | ----- | ----- | ----- | ----- | ----- |
| 2.185 | 2.225 | 2.358 | 2.266 | 2.335 | 2.584 | 2.719 | 3.067 | 3.631 |